# Vorortbahnen von Buenos Aires

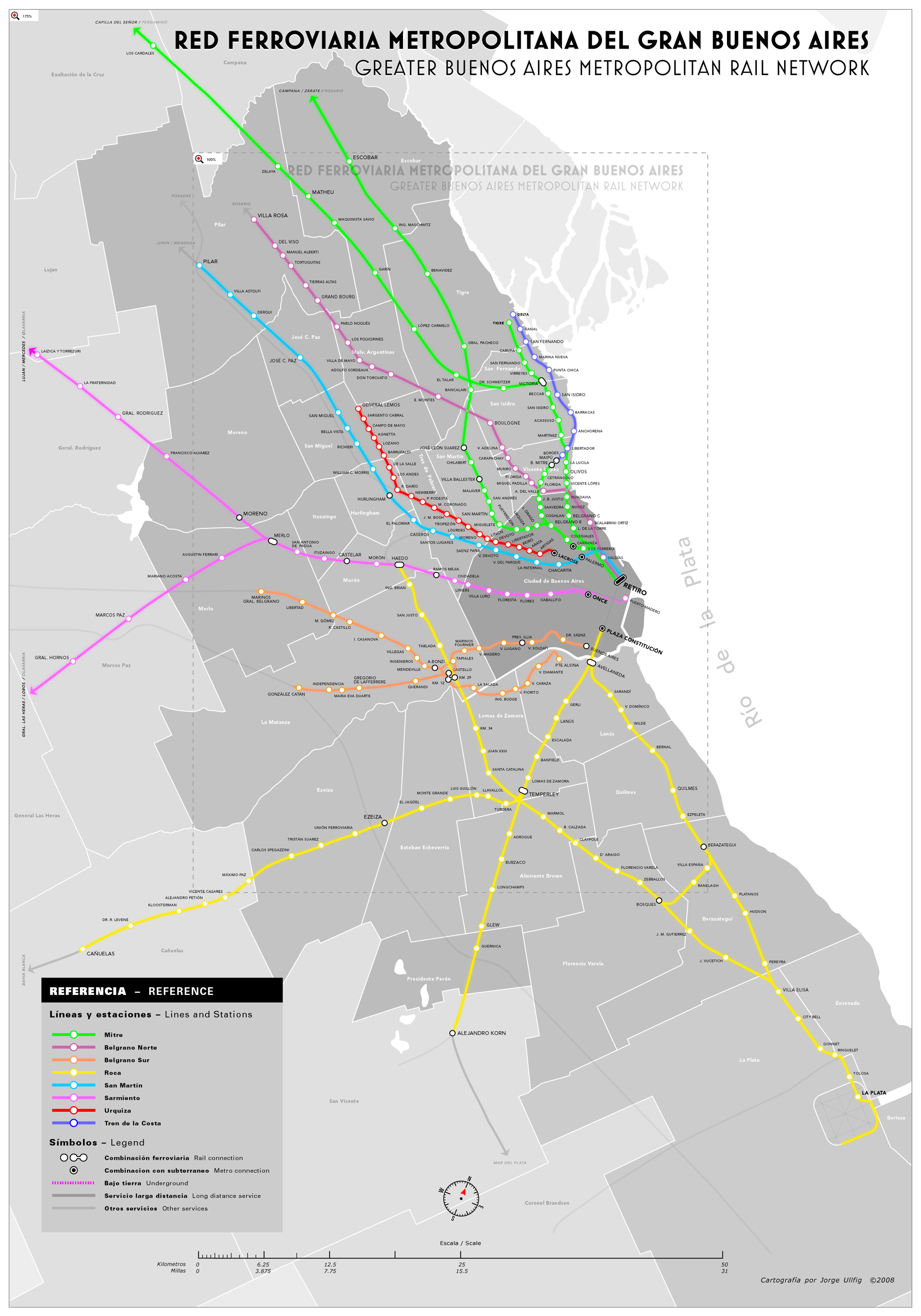
Netz der Vorortbahnen von Buenos Aires (Stand 2008)

Die argentinische Hauptstadt Buenos Aires ist von einem weitreichenden System von Vorort- und Regionalbahnen umgeben. Die Eisenbahnlinien werden von verschiedenen Trägern betrieben, deren Netze weitgehend unabhängig voneinander sind. Die Trägergesellschaften betreiben dabei eines oder mehrere der traditionellen argentinischen Streckennetze mit unterschiedlichen Spurweiten. Das System ist teilweise mit Fahrleitung oder Stromschienen elektrifiziert. Auf den übrigen Strecken verkehren Dieseltriebwagen und lokbespannte Reisezüge. Die Züge verkehren in Stadtnähe in dichtem Takt und bilden ein echtes S-Bahn-System, allerdings fehlt ihm eine verbindende Stammstrecke. Diese Aufgabe muss die U-Bahn übernehmen, die die meisten Kopfbahnhöfe und zusätzlich einige weitere Zugangsstellen anbindet.
Bis zur Privatisierung des Bahnsystems im Jahre 1992 wurde das System von der staatlichen Bahngesellschaft Ferrocarriles Argentinos betrieben. Heutige Betreiberfirmen sind Metrovías, die auch die U-Bahn betreibt, Ferrovías und Trenes de Buenos Aires.

## Untersysteme
Die traditionellen Schienennetze gehen auf das Bahnsystem des 19. Jahrhunderts zurück, bei dem verschiedene (meist englische) Unternehmen jeweils ihr eigenes Netz aufgebaut hatten, die zudem in drei verschiedenen Spurweiten (Meterspur 1000 mm, Regelspur 1435 mm und Breitspur 1676 mm) gebaut waren. Bei der Verstaatlichung des Netzes in den 1940er Jahren unter Juan Perón wurde jedes dieser Systeme nach einem „Nationalhelden“ des Landes benannt. Nach 1990 wurde jedes System von einem oder mehreren Betreiberunternehmen betrieben. Eine durchgehende Abfertigung zwischen den Systemen war nicht möglich, meistens existierte nicht einmal eine Beschilderung der Umsteigemöglichkeiten, ebenfalls gab es an den Stationen keinen Liniennetzplan mit dem gesamten Liniennetz aller Unternehmen. Mit der Gründung des neuen staatlichen Unternehmens SOFSE, das unter den Namen »Trenes Argentinos« und unter Bezugnahme auf das Vorgängerunternehmen »Nuevos Ferrocarriles Argentinos« in der Öffentlichkeit auftritt, änderte sich das. Einen Linienplan, der die U-Bahn und die Eisenbahnvorortstrecken der verbliebenen drei Betreiber Trenes Argentinos, Ferrovías und Metrovías enthält, gibt es seit 2018. Eine durchgehende Abfertigung zwischen den Teilnetzen existiert noch immer nicht, doch ist sie aufgrund der Netzstruktur ohne verbindende Stammstrecke auch nicht unbedingt erforderlich. Allerdings ist bei allen Teilnetzen die »Tarjeta Sube«, eine aufladbare Wertkarte, nutzbar. Ihre Nutzung führt zu einer spürbaren Preisreduktion.
Die Kopfbahnhöfe von Buenos Aires (Retiro, Constitución, Once und Federico Lacroze) sind unter den Linien aufgeteilt und ans U-Bahn-Netz angebunden.
Folgende Untersysteme werden betrieben:
- Ferrocarril Domingo Faustino Sarmiento (FCDFS, Breitspur)
- Ferrocarril General Bartolomé Mitre (FCGBM, Breitspur)
- Ferrocarril General Belgrano (FCGB, Meterspur)
- Ferrocarril General Roca (FCGR, Breitspur)
- Ferrocarril General San Martín (FCGSM, Breitspur)
- Ferrocarril General Urquiza (FCGU, Normalspur)

### Línea Sarmiento
Die Línea Sarmiento hat ihren Ausgangspunkt im Kopfbahnhof Once in Balvanera an der Plaza Miserere. Sie bedient Vororte im westlichen Teil des Gran Buenos Aires. Die mit Stromschienen nach demselben System wie die Strecken der Línea Mitre elektrifizierte Stammstrecke Once–Moreno weist den dichtesten Fahrplan aller Vorortstrecken und außerdem mit Neun-Wagen-Einheiten die längsten Züge auf.
Es gab außer den normalen Vorortzügen einen Sonderzug, den Tren a Puerto Madero, der direkt von der Station Castelar aus mit klimatisierten Wagen bis zum Hafen Puerto Madero fuhr und dabei zum Teil einen Tunnel benutzte, der jedoch nicht zum U-Bahn-System gehört. Dieser Zug verkehrt seit Dezember 2008 nicht mehr.
| Strecke                              | Betreiber         | Betriebsart                                     | Besonderheiten |
| ------------------------------------ | ----------------- | ----------------------------------------------- | --- |
| Buenos Aires (Once) – Merlo – Moreno | Trenes Argentinos | elektrisch, von unten bestrichene Stromschienen | höchstbelastete Vorortstrecke, ganztägig mit Neunwagenzügen im angenäherten Zehnminutentakt bedient.               |
| Moreno – Luján – Mercedes            | Trenes Argentinos | Diesel                                          | Weiterführung der Stammstrecke ab Moreno, nicht elektrifiziert. 18, an Wochenenden 16 Zugpaare pro Tag             |
| Merlo – Las Heras – Lobos            | Trenes Argentinos | Diesel                                          | Zweigstrecke, 18, an Sonn- und Feiertagen 14 Zugpaare bis Las Heras. Darüber hinaus verkehrt nur jeder zweite Zug. |
| Puerto Madero – Castelar             | TBA               | elektrisch                                      | Sonderzug mit eigenem Tarif (bis 2009)                                                                             |

In Haedo besteht zusätzlich Anschluss zur breitspurigen, nicht elektrifizierten Strecke über De Elía nach Temperley. Diese gehört zum Teilnetz Roca.

### Linea Mitre
Die Strecken der breitspurigen Linea Mitre haben ihren Ausgangspunkt im Kopfbahnhof Retiro Mitre in Retiro nahe dem Hafen von Buenos Aires und bedienen Vororte im Nordwesten des Ballungsraums. Sie werden von der 2008 gebildeten staatlichen Betreibergesellschaft Trenes Argentinos Operaciones betrieben. Die vergleichsweise kurzen Strecken nach Tigre, Bartolomé Mitre und José León Suárez sind mit seitlichen Stromschienen elektrifiziert und werden im angenäherten Zwanzigminutentakt, jedoch ohne starren Fahrplan bedient. Die weit ins Umland reichenden Anschlussstrecken Villa Ballester–Zárate und Victoria–Capilla del Señor werden ebenfalls ohne Taktfahrplan bedient. Die Strecke nach Zárate ist als Teil der Fernverbindung Buenos Aires–Rosario in gutem Zustand, die Züge erreichen Geschwindigkeiten von 120 km/h. Die Strecke nach Capilla del Señor ist dagegen sanierungsbedürftig, der Zustand des Oberbaues erlaubt nur noch eine Geschwindigkeit von 30 km/h. Der Endabschnitt Matheu–Capilla del Señor ist Anfang 2019 außer Betrieb. Die Sanierung ist geplant.
Bahnlinien der Línea Mitre:
| Strecke                                                       | Betreiber                     | Betriebsart                                    | Besonderheiten |
| ------------------------------------------------------------- | ----------------------------- | ---------------------------------------------- | --- |
| Buenos Aires (Retiro) – José León Suárez (General San Martín) | Trenes Argentinos             | seitliche, von unten bestrichene Stromschienen | Teil der Fernstrecke nach Rosario und Córdoba |
| Villa Ballester – Zárate                                      | Trenes Argentinos             | nicht elektrifiziert                           | Mittelstreckenverbindung unter Nutzung der Fernstrecke Richtung Rosario. Die Züge verkehren ab und bis Villa Ballester, wo Übergang zu den Zügen von und nach Retiro besteht. Gemeinschaftsbetrieb zwischen Villa Ballester und José León Suárez ohne Verkehrshalt. Acht, an Wochenenden sechs Zugpaare pro Tag. |
| Buenos Aires (Retiro) – Bartolomé Mitre (Vicente López)       | Trenes Argentinos             | von unten bestrichene Stromschienen            | Stichstrecke, am Bahnhof Belgrano R von der Strecke nach J. L. Suárez abzweigend; in Bartolomé Mitre besteht Anschluss an den regelspurigen »Tren de la Costa« |
| Maipú (Bartolomé Mitre) – Delta (Tigre)                       | Trenes Argentinos (seit 2013) | Fahrleitung, Regelspur                         | Stadtbahnähnliche Strecke mit Sondertarif, Inselbetrieb. Der Bahnhof Maipú ist mit dem Bahnhof Bartolomé Mitre identisch. |
| Buenos Aires (Retiro) – Virreyes – Tigre                      | Trenes Argentinos             | von unten bestrichene Stromschienen            | In Virreyes Anschluss Richtung Matheu und Capilla del Señor |
| Virreyes – Matheu – (Capilla del Señor)                       | Trenes Argentinos             | nicht elektrifiziert                           | Anschluss an Strecke Retiro – Tigre, wochentags 13, an Wochenenden 10 Zugpaare zwischen Virreyes und Matheu. Vor der Unterbrechung verkehrten fünf Zugpaare bis und ab Capilla del Señor. |

### Líneas Belgrano, San Martín und Roca
Die meterspurigen Strecken der Línea Belgrano beginnen in den Kopfbahnhöfen Retiro Belgrano, Constitución (bis 2018: Buenos Aires) und Puente Alsina, sie führen in Vororte im Nordwesten, Südwesten und Südosten von Gran Buenos Aires. Sie werden in die Sektionen Belgrano Norte und Belgrano Sur unterteilt.
Der Ausgangspunkt der Línea (General) Roca ist der Bahnhof Plaza Constitución. Die hier beginnenden Strecken sind mit Fahrleitung und einer Spannung von 25 kV und 50 Hz elektrifiziert.
Alle drei Linien mit Ausnahme der Belgrano Norte wurden bis 2006 von der Gesellschaft Metropolitano betrieben und hatten daher ein einheitliches Nummerierungssystem. Wegen der mangelhaften Betriebsführung entzog die Regierung Metropolitano jedoch die Konzession für Belgrano Sur, San Martín und Roca und verwaltete sie über die Gesellschaft UGOFE, die aus den Gesellschaften Ferrovías, Trenes de Buenos Aires und Metrovías bestand, übergangsweise das Netz. Seit 2014 werden die Strecken von der neugegründeten und staatseigenen Gesellschaft »Trenes Argentinos« betrieben. Diese verwendet die Liniennummern von Metropolitano nicht mehr.
| Strecke                                                                        | Betreiber         | Betriebsart                       | Besonderheiten |
| ------------------------------------------------------------------------------ | ----------------- | --------------------------------- | --- |
| Buenos Aires (Retiro Belgrano) – Villa Rosa                                    | Ferrovías         | Meterspur, nicht elektrifiziert   | sogenannte Linie Belgrano Norte |
| Buenos Aires (Retiro San Martín) – Pilar – Dr. Cabred                          | Trenes Argentinos | nicht elektrifiziert              | Línea San Martín, früher Teil einer alternativen Verbindung von Buenos Aires nach Rosario, eventuell Teil des geplanten Hochgeschwindigkeitszuges TAVe                              |
| Constitución – Aldo Bonzi – Marinos del Cruzero General Belgrano               | Trenes Argentinos | Meterspur, nicht elektrifiziert   | in Aldo Bonzi Übergangsmöglichkeit zur Linie 4, seit 2018 für die Einbindung in den Bahnhof Constitución zwischen Doctor Antonio Sáenz und Buenos Aires außer Betrieb.              |
| Constitución – González Catán (La Matanza)                                     | Trenes Argentinos | Meterspur, nicht elektrifiziert   | Die Strecken nach González Catán und Marinos del Cruzero General Belgrano trennen sich im Bahnhof Tapiales. Seit 2018 zwischen Doctor Antonio Sáenz und Buenos Aires außer Betrieb. |
| Puente Alsina (Avellaneda) – Aldo Bonzi                                        | Trenes Argentinos | Meterspur, nicht elektrifiziert   | Parallelline zur Linie 2, nur im Zweistundentakt bedient, zwischen Kilómetro 12 und Puente Alsina seit Ende 2017 für Umbau außer Betrieb                                            |
| Buenos Aires (Constitución) – La Plata                                         | Trenes Argentinos | Fahrleitung 25 kV, 50 Hz          | elektrisch ab Ende 2008 |
| Buenos Aires (Constitución) – Temperley – Ezeiza – Cañuelas                    | Trenes Argentinos | Fahrleitung 25 kV, 50 Hz / Diesel | elektrifiziert bis Ezeiza. Zubringer zum Flughafen Buenos Aires-Ezeiza in Planung, Realisierung jedoch bisher ungewiss                                                              |
| Buenos Aires (Constitución) – Temperley – Alejandro Korn                       | Trenes Argentinos | Fahrleitung 25 kV, 50 Hz          | Teil der Fernstrecke nach Mar del Plata |
| Buenos Aires (Constitución) – Berazategui – Bosques – Temperley – Constitución | Trenes Argentinos | elektrisch / Diesel               | Rundstrecke, elektrisch bis Claypole, komplett elektrisch ab 2008 |
| Temperley – Haedo                                                              | Trenes Argentinos | Diesel                            | Querverbindung zwischen den Líneas Sarmiento, Belgrano Sur und Roca |
| Temperley – Bosques (– Gutiérrez – La Plata)                                   | Trenes Argentinos | Fahrleitung 25 kV, 50 Hz          | elektrisch seit 2008 |

### Línea General Urquiza
Die Linie General Urquiza beginnt im Bahnhof Federico Lacroze, der sich im Stadtviertel Chacarita befindet. Sie verbindet die Hauptstadt mit ihren westlichen Vororten und war der südlichste Teil des Streckennetzes der Ferrocarril Central de Buenos Aires (FFCC) und später der Ferrocarril General Urquiza, deren Regelspurnetz die Provinzen Entre Ríos und Corrientes mit Verbindungen nach Paraguay und Uruguay erschloss. Sie ist neben der Strecke »Tren de la Costa« die zweite Regelspurstrecke im Großraum Buenos Aires. Die Stromversorgung erfolgt über von oben bestrichene Stromschienen, vergleichbar mit der Linie B der U-Bahn, zu der im Bahnhof Federico Lacroze auch eine Gleisverbindung besteht. Die durchgehend zweigleisige Strecke, die nie über den Endpunkt General Lemos hinausführte, ist seit der Außerbetriebnahme der ehemaligen Stammstrecke von Ruben Dário bis Zárate im Jahr 2012 spurweitenbedingt ein Inselbetrieb.
| Strecke                                   | Betreiber | Betriebsart    | Besonderheiten                                |
| ----------------------------------------- | --------- | -------------- | --------------------------------------------- |
| Buenos Aires (F. Lacroze) – General Lemos | Metrovías | elektrifiziert | Regelspur, von oben bestrichene Stromschienen |